# Лоренс (округ, Теннесси)
Округ Лоренс (англ. Lawrence County) располагается в штате Теннесси, США. Официально образован в 1817 году. По состоянию на 2010 год, численность населения составляла 41 869 человек. Получил своё название в честь американского военно-морского офицера Джеймса Лоуренса.

## География
По данным Бюро переписи США, общая площадь округа равняется 1600,622 км2, из которых 1598,032 км2 — суша, и 2,331 км2, или 0,100 % — это водоёмы.

## Население
По данным переписи населения 2000 года в округе проживает 39 926 жителей в составе 15 480 домашних хозяйств и 11 362 семей. Плотность населения составляет 25,00 человек на км2. На территории округа насчитывается 0 жилых строений, при плотности застройки около 11,00-ти строений на км2. Расовый состав населения: белые — 96,83 %, афроамериканцы — 1,47 %, коренные американцы (индейцы) — 0,32 %, азиаты — 0,24 %, гавайцы — 0,02 %, представители других рас — 0,39 %, представители двух или более рас — 0,73 %. Испаноязычные составляли 1,00 % населения независимо от расы.
В составе 33,70 % из общего числа домашних хозяйств проживают дети в возрасте до 18 лет, 59,10 % домашних хозяйств представляют собой супружеские пары, проживающие вместе, 10,60 % домашних хозяйств представляют собой одиноких женщин без супруга, 26,60 % домашних хозяйств не имеют отношения к семьям, 23,70 % домашних хозяйств состоят из одного человека, 11,40 % домашних хозяйств состоят из престарелых (65 лет и старше), проживающих в одиночестве. Средний размер домашнего хозяйства составляет 2,56 человека, и средний размер семьи — 3,02 человека.
Возрастной состав округа: 26,20 % — моложе 18 лет, 8,40 % — от 18 до 24, 28,10 % — от 25 до 44, 23,00 % — от 45 до 64, и 23,00 % — от 65 и старше. Средний возраст жителя округа — 36 лет. На каждые 100 женщин приходится 94,30 мужчин. На каждые 100 женщин старше 18 лет приходится 90,20 мужчин.
Средний доход на домохозяйство в округе составлял 30 498 USD, на семью — 35 326 USD. Среднестатистический заработок мужчины был 27 742 USD против 20 928 USD для женщины. Доход на душу населения составлял 15 848 USD. Около 10,70 % семей и 14,60 % общего населения находились ниже черты бедности, в том числе — 19,20 % молодежи (тех, кому ещё не исполнилось 18 лет) и 16,30 % тех, кому было уже больше 65 лет.